# Kbelnice (Přešťovice)
Kbelnice (jednotné číslo) je malá vesnice, část obce Přešťovice v okrese Strakonice v Jihočeském kraji. Nachází se asi 1,5 kilometru severně od Přešťovic. Prochází zde silnice II/139. Je zde evidováno 43 adres. V roce 2011 zde trvale žilo 62 obyvatel.
Kbelnice je také název katastrálního území o rozloze 2,79 km².

## Historie
První písemná zmínka o vesnici pochází z roku 1360 a nachází se v soupisu desátků odváděných faře v Radomyšli.

## Obyvatelstvo
| Rok            | 1869 | 1880 | 1890 | 1900 | 1910 | 1921 | 1930 | 1950 | 1961 | 1970 | 1980 | 1991 | 2001 | 2011 | 2021 |
| -------------- | ---- | ---- | ---- | ---- | ---- | ---- | ---- | ---- | ---- | ---- | ---- | ---- | ---- | ---- | ---- |
| Počet obyvatel | 262  | 284  | 269  | 283  | 235  | 241  | 195  | 179  | 143  | 146  | 118  | 76   | 65   | 62   | 100  |
| Počet domů     | 32   | 35   | 35   | 36   | 36   | 36   | 36   | 42   | 40   | 41   | 39   | 40   | 40   | 42   | 45   |

## Obecní správa
Při sčítání lidu v letech 1850–1909 Kbelnice byla osadou obce Brusy v okrese Strakonice. V letech 1910–1973 byla samostatnou obcí v okrese Strakonice. Od 1. ledna 1974 je částí obce Přešťovice v okrese Strakonice.

## Pamětihodnosti
Uprostřed vesnice stojí památkově chráněný areál kbelnické tvrze. Ta byla založena ve druhé polovině šestnáctého století. Na přelomu šestnáctého a sedmnáctého století byla Kbelnice připojena k oseckému panství a roku 1686 byla obytná budova tvrze přestavěna na sýpku.